# Сокол (Хойникский район)
Сокол (бел. Сокал) — упразднённый посёлок в Поселичском сельсовете Хойникского района Гомельской области Беларуси.
В связи с радиационным загрязнением после катастрофы на Чернобыльской АЭС жители (4 семьи) переселены в чистые места.

## География

### Расположение
В 13 км на юго-восток от районного центра и железнодорожной станции Хойники (на ветке Василевичи — Хойники от линии Гомель — Калинковичи), в 116 км от Гомеля.

## Транспортная сеть
Транспортные связи по просёлочной, затем автомобильной дороге Хойники — Брагин. Планировка состоит из короткой улицы, ориентированной с юго-запада на северо-восток и застроенной деревянными усадьбами.

## История
Основан в 1920-е годы переселенцами из соседних деревень на бывших помещичьих землях. В 1932 году жители вступили в колхоз. 2 жителя погибли во время Великой Отечественной войны на фронте. Согласно переписи 1959 года входил в состав колхоза «Рассвет» (центр — деревня Поселичи).
С 29 ноября 2005 года исключён из данных по учёту административно-территориальных и территориальных единиц.

## Население

### Численность
- 2004 год — жителей нет.

### Динамика
- 1930 год — 13 дворов, 80 жителей.
- 1959 год — 79 жителей (согласно переписи).
- 2004 год — жителей нет.